# 半身萎凋病
半身萎凋病（はんしんいちょうびょう）は、糸状菌のバーティシリウム・ダーリエ（Verticillium dahliae）によって双子葉植物にもたらされる病害の総称。同じバーティシリウム属のVerticillium tricorpusなどで生じる病害にこの名が付いているものもある。
トマト萎凋病などフザリウム（Fusarium）による萎凋病とは区別される。ただ、イチゴ萎凋病のようにバーティシリウム・ダーリエ（Verticillium dahliae）による病害であっても「半身萎凋病」と名付けられていないものもある。

## 概要
発病初期には株の片側だけに症状が出ることが多いためこの名がある。土壌中で微小菌核という耐久生存体を形成し、これに植物根が接近すると発芽が誘導されて根から感染する。
トマト、ピーマン、キク、フキ、ブドウなどに被害を及ぼす。ただし、菌株間に宿主特異性があることがわかっており、ナス科野菜、アブラナ科野菜、ダイズ（エダマメ）に対する病原性の有無により数種の病原性群に分けられる。この寄生性の違いから、ナス系、トマト系、ピーマン系、エダマメ系、アブラナ科系などに分類されるが、アブラナ科系（D群菌）はVerticillium longisporumという別種に分類されるようになっている。

## 種類
トマト半身萎凋病
トマトにVerticillium dahliaeが侵入することで生じる病害で、初期には下葉の小葉の葉縁から黄化などの症状が現れるが数日でいったん止まる。株全体が枯死することは少ないが、病勢が進むと下位葉から黄化萎凋して上位葉に進展し、果実の着生や肥大が不良となる。防除として土壌消毒や抵抗性品種の作付けが行われる。
ナス半身萎凋病
ナスにVerticillium dahliaeが侵入することで生じる病害で、初期には葉の片側が黄化して萎れる症状が現れる。最終的には株全体が枯死することもある。防除として土壌消毒や耐病性の台木による接木栽培が行われる。
キク半身萎凋病
キクにVerticillium dahliaeが侵入することで生じる病害で、初期には株全体が生育不良となり、下葉の先端などに黄褐色の病斑を生じるようになる。進行すると中位葉まで黄化して葉縁が褐変するが、症状は茎の片側のみで、枯れた葉の多くは落ちないなどの特徴がある。
イチゴ萎凋病
イチゴにVerticillium dahliaeが侵入することで生じる病害で、初期には外葉の葉柄が赤変してしおれ、萎凋は外葉から株全体に及んで枯死に至る。防除として育苗圃場や本圃の土壌消毒が行われる。
レタスバーティシリウム萎凋病
レタスにVerticillium dahliaeまたはV.tricorpusが侵入することで生じる病害で、外葉から黄化や萎凋が始まり、主根の中心が黒褐変する。
デルフィニウム半身萎凋病
デルフィニウムにV.tricorpusが侵入することで生じる病害で、下葉から萎凋が始まり上位葉まで進んで全体が枯死する。